# Mostecká pánev
Mostecká pánev (též Severočeská hnědouhelná pánev, SHP) je geomorfologický celek v Podkrušnohorské oblasti Krušnohorské subprovincie.
Tektonická sníženina se nachází v severních Čechách na území okresů Chomutov, Most, Teplice a Louny. Ze severu je lemována městy Klášterec nad Ohří, Kadaň, Chomutov, Jirkov, Litvínov, Teplice, Krupka a Ústí nad Labem, proti nim pak Bílina a Most. V prostoru mezi Kadaní a Mostem, resp. mezi Doupovskými horami a Českým středohořím se pánev rozšiřuje k jihu až za Žatec (který ještě geomorfologicky k pánvi patří na rozdíl od východněji ležících Loun).

## Geneze pánve
Třetihorní příkopová propadlina plná jezer a močálů se vyplňovala sedimenty převážně v období miocénu. V době před 22 až 17 miliony let se zde nahromadila až 500 metrů silná vrstva jílů a písků a také organické hmoty, která se stala základem uhelných slojí dosahujících mocnosti 25–45 metrů. Výchoz uhelné sloje na povrch v současné době vymezuje plochu pánve. V místech, kde do močálu ústily řeky, se usadily vrstvy jílu a písku, což je typické především pro oblast Žatecké pánve.[zdroj?]

## Vrcholy
- Salesiova výšina (422 metrů)
- Rubín (352 metrů)
- Černý vrch (407 metrů)
- Holoměř (290 metrů)

## Hornická činnost
Od druhé poloviny 17. století zde probíhá soustavná důlní činnost, která změnila původně plochý až pahorkatinný reliéf pánve. Především po roce 1948, kdy se upřednostnila povrchová těžba na rozsáhlých územích. Na tu bylo navázáno spalování nekvalitního hnědého uhlí v severočeských elektrárnách a teplárnách. Na počátku osmdesátých let proto severní Čechy představovaly místo s největší mírou znečištění ovzduší v celé Evropě. V roce tak 1991 vstoupilo v platnost usnesení vlády, tzv. Územně-ekologické limity těžby uhlí, které omezuje možnost rozšiřování těžby uhlí v severních Čechách. Od původního vládního usnesení došlo k několikeré drobné korekci podoby limitů, zásadní změnou bylo však pouze rozšíření prostoru pro pokračování těžby na lomu Bílina.
V současné době se zde uhlí stále těží v několika povrchových lomech:
- Severní energetická provozuje lom ČSA. Její dceřiná společnost Důl Kohinoor těžila v Dole Kohinoor II, ve kterém byla řádná těžba ukončena v roce 2002 a v roce 2008 byla dokončena likvidace dolu. Hlubinná těžba v Dole Centrum skončila 1. dubna 2016[4] hlubinná těžba hnědého uhlí na samotném lomu ČSA skončila v roce 2020.
- Vršanská uhelná provozuje lom Vršany a lom Jan Šverma.
- Pod Severočeské doly patří Lom Nástup – Tušimice a Lom Bílina.

Mostecká pánev je tak poznamenaná silnou antropogenní činností: těžebními jámami, důlními propadlinami zaplněné vodou, výsypky ve tvaru tabulových vyvýšenin apod. Po rozsáhlé devastaci krajiny probíhá rekultivace, jejímiž úspěšnými příklady jsou Kopistská nebo Velebudická výsypka.
Řadu let probíhala rekultivace bývalého lomu Most–Ležáky, kde vzniklo jezero Most hluboké 71 metrů, napouštění probíhalo od roku 2008, otevřeno bylo v květnu 2020.